# Oliveira do Bairro (freguesia)
Oliveira do Bairro is een plaats (freguesia) in de Portugese gemeente Oliveira do Bairro en telt 5731 inwoners (2001).